# 非洲匙鰻
非洲匙鰻，為輻鰭魚綱鰻鱺目糯鰻亞目蛇鰻科的其中一種，分布於東大西洋區，從茅利塔尼亞至納米比亞Walvis灣海域，包括西地中海，棲息深度可達40公尺，體長可達140公分，棲息在沿海、潟湖沙泥底質海域，為底棲性魚類，屬肉食性，生活習性不明，可做為食用魚。